# Thomas F. O’Higgins
Thomas „Tom“ Francis O’Higgins, Jnr. (irisch Tomás Ó hUiginn; * 23. Juli 1916 in Cork; † 23. Juli 2003 in Dublin) war ein irischer Politiker der Fine Gael, Präsident des Obersten Gerichts (Supreme Court) sowie Richter am Europäischen Gerichtshof (EuGH).

## Biografie
Tom O’Higgins entstammte der einflussreichen Politikerfamilie O’Higgins. Sein Vater Thomas F. O’Higgins senior war langjähriger Abgeordneter sowie zeitweise Minister, sein jüngerer Bruder Michael O’Higgins war ebenfalls Abgeordneter sowie Senator. Darüber hinaus war er Neffe von Kevin O’Higgins.
Er selbst studierte zunächst Rechtswissenschaften und war anschließend als Rechtsanwalt tätig. Seine politische Laufbahn begann er 1948, als er als Kandidat der Fine Gael erstmals in den Dáil Éireann gewählt wurde. Dort vertrat er zunächst bis 1969 die Interessen des Wahlkreises Leix-Offaly (ab 1961 hieß der Wahlkreis Laoighis-Offaly) und schließlich zuletzt bis 1973 des Wahlkreises County Dublin-South.
Am 2. Juni 1954 berief ihn Taoiseach John A. Costello als Gesundheitsminister in dessen Kabinett. Diesem gehörte er bis zum Ende von Costellos Amtszeit am 20. März 1957 an.
Als vor den Präsidentschaftswahlen 1966 der Parteivorsitzende der Fine Gael, James Dillon, zu seinen Gunsten auf eine Kandidatur gegen Präsident Éamon de Valera verzichtete, gab es eine kleine Sensation, da O’Higgins gegen den Amtsinhaber mit nur 1 Prozent Unterschied äußerst knapp verlor.
Bei der Präsidentschaftswahl 1973 trat O’Higgins erneut als Kandidat der Fine Gael an. Da der bisherige Amtsinhaber de Valera nicht mehr kandidieren durfte, trat er diesmal gegen den bisherigen stellvertretenden Premierminister (Tánaiste) und Gesundheitsminister Erskine Hamilton Childers als Kandidaten der Fianna Fáil an. Diesmal unterlag Tom O’Higgins allerdings recht deutlich mit 4 Prozent unterschied und rund 48.000 Stimmen weniger als Childers.
1973 verzichtete er auf eine erneute Kandidatur für das Unterhaus. Stattdessen wurde er 1974 von Präsident Childers zum Präsidenten (Chief Justice) des Supreme Court, der höchsten gerichtlichen Instanz Irlands, ernannt. Das Amt des Chief Justice übte er bis 1985 aus. In dieser Funktion war er neben dem Vorsitzenden des Unterhauses (Ceann Comhairle), Seán Treacy, und dem Präsidenten des Senats (Cathaoirleach), James Dooge, zwei Mal während seiner Amtszeit und zwar vom 17. November (Tod von Erskine Hamilton Childers) bis zum 19. Dezember 1974 sowie vom 22. November (Rücktritt von Cearbhall Ó Dálaigh) bis zum 3. Dezember 1976 Mitglied der sogenannten Presidential Commission (Coimisiún na hUachtaránachta), die im Fall des vorzeitigen Ausscheidens eines Präsidenten bis zum Amtsantritt eines neuen Präsidenten die Amtsgeschäfte des Staatsoberhauptes führt. Während seiner Amtszeit als Oberster Richter erfolgte unter anderem 1983 das Urteil der weiter bestehenden Rechtswidrigkeit der Homosexualität, das später jedoch durch den Europäischen Gerichtshof für Menschenrechte (EGMR) widerrufen wurde.
Im Anschluss an seine Tätigkeit als Chief Justice war O’Higgins von 1985 bis 1991 Richter am Europäischen Gerichtshof (EuGH).